# ايتور فرنانديز
ايتور فرنانديز (بالإسبانية: Aitor Fernández Abarisketa) (3 مايو 1991 بموندراغون في إسبانيا - ) هو لاعب كرة قدم إسباني في مركز حراسة المرمى. لعب مع أتلتيك بيلباو ب ونادي فياريال ب.

## وصلات خارجية
- ايتور فرنانديز على موقع قاعدة بيانات كرة القدم.إي يو (الإنجليزية)
- ايتور فرنانديز على موقع Soccerway.com (الإنجليزية)
- ايتور فرنانديز على موقع AS.com (الإسبانية)